# ヴィンヤード型
ヴィンヤード型は、座席がステージを囲み、ブドウ園の傾斜したテラスのように鋸歯状の列で立ち上がるコンサートホールのデザインである。このデザインは、ウィーン楽友協会のような長方形の講堂と一端にステージがあるシューボックス型とは対照的なデザインと言えるかもしれない。この他のデザインとしては、バービカン・センターのような扇形やロイヤル・アルバート・ホールのようなアリーナがある。このデザインは、ラウンド型のミュージカル劇場と見なされることもある   。日本では、ワインヤードと表記されていることがあるが、語源（vine＝植物の蔓）から考えると正しい表記ではない。

## 歴史
ベルリンフィルハーモニー管弦楽団が1944年の爆撃で破壊された旧フィルハーモニーに代わる新しい本拠地を設計する際に、建築家ハンス・シャロウンは、「非公式に音楽を聴くとき、人々は常に輪になって集まる」と述べた 。彼のデザインはその後のコンペティションで優勝し、その際ヘルベルト・フォン・カラヤンは審査員に「提出されたすべてのデザインの中で、パフォーマーは真ん中にいるべきであるという原則に基づいて、他のデザインよりも際立っているようである...展開壁の数は確かに音響的には理にかなっているが、最も印象的なのは、音楽イベントにリスナーが完全に集中していることである。」 と述べた。
ベルリン・フィルハーモニーの例に続いて、新世界での最初の例は、1976年にメキシコシティで建設されたサラ・ネザフアルコヨトルである 。このスタイルは現在、世界中で見られる 。フィラルモニ・ド・パリの場合、ブドウ園のコンセプトは、バンクテラスではなくバルコニーに拡張されている 。

## 音響
エコーは、直接音とその反射の間に可聴ギャップがある場合に発生する 。ステージを囲むバンクした座席に設けられた壁は、一般的に好ましいと考えられている側面からの音の早期反射を提供するのに役立つ   。音響反射板の設置は、問題を解決する別の方法である 。

## 代表的なホール
| コンサートホール                   | 外観 | オープン | 位置                       | 建築家                                       | 音響                                 | 席数 | ホール内 |
| ---------------------------------- | ---- | -------- | -------------------------- | -------------------------------------------- | ------------------------------------ | ---- | -------- |
| ベルリン・フィルハーモニー         |      | 1963年   | ベルリン、ドイツ           | ハンス・シャロウン                           | ローター・クレーマー                 | 2440 |          |
| ゲヴァントハウス                   |      | 1981年   | ライプツィヒ、ドイツ       | ルドルフ・スコーダ                           | ヴォルフガングファソルド             | 1900 |          |
| サントリーホール                   |      | 1986年   | 東京、日本                 | 安井建築設計事務所                           | 永田音響設計                         | 2006 |          |
| 札幌コンサートホール               |      | 1997年   | 札幌、日本                 | 北海道エンジニアリングコンサルタント株式会社 | 永田音響設計                         | 2008 |          |
| ウォルトディズニーコンサートホール |      | 2003年   | ロサンゼルス、米国         | フランク・O・ゲーリー                        | 永田音響設計                         | 2265 |          |
| ミューザ川崎シンフォニーホール     |      | 2004年   | 川崎、日本                 | MHS Planners、Architects＆Engineers Ltd.     | 永田音響設計                         | 1997 |          |
| Koncerthuset                       |      | 2006年   | コペンハーゲン、デンマーク | ジャン・ヌーヴェル                           | 永田音響設計                         | 1800 |          |
| 深センコンサートホール             |      | 2007年   | 深セン、中国               | 磯崎新                                       | 永田音響設計                         | 1680 |          |
| ヘルシンキミュージックセンター     |      | 2011年   | フィンランド、ヘルシンキ   | 建築事務所ライホ-プルキネン-ラウニオ         | 永田音響設計                         | 1704 |          |
| フィルハーモニードパリ             |      | 2015年   | パリ、フランス             | ジャン・ヌーヴェル                           | マーシャルデイ音響設計と永田音響設計 | 2400 |          |
| エルプフィルハーモニー             |      | 2017年   | ハンブルク、ドイツ         | ヘルツォーク＆ドムーロン                     | 永田音響設計                         | 2150 |          |
| 国立高雄芸術センター               |      | 2018年   | 高雄、台湾                 | フランシーヌ・ホウベン                       | アルバート・ヤイン・シュー           | 1981 |          |